# صاحبزاده یعقوب خان
صاحبزاده یعقوب خان (انگلیسی: Sahabzada Yaqub Khan; زاده ۲۳ دسامبر ۱۹۲۰ – درگذشته ۲۶ ژانویهٔ ۲۰۱۶) سیاستمدار و دیپلمات اهل پاکستان بود. وی از سال ۱۹۸۲ تا سال ۱۹۹۱ و از سال ۱۹۹۶ تا سال ۱۹۹۷ وزیر امور خارجه پاکستان بوده‌است.